# Садково (Мазовецьке воєводство)
Садково (пол. Sadkowo) — село в Польщі, у гміні Дзежонжня Плонського повіту Мазовецького воєводства.
Населення — 97 осіб (2011).
У 1975-1998 роках село належало до Цехановського воєводства.

## Демографія
Демографічна структура станом на 31 березня 2011 року:
|          | Загалом | Допрацездатний вік | Працездатний вік | Постпрацездатний вік |
| -------- | ------- | ------------------ | ---------------- | -------------------- |
| Чоловіки | 52      | 9                  | 33               | 10                   |
| Жінки    | 45      | 8                  | 27               | 10                   |
| Разом    | 97      | 17                 | 60               | 20                   |